# Infiammazione catarrale
La flogosi catarrale è un tipo di infiammazione dove si riscontra essudato sieroso mischiato a muco prodotto dalle mucose.

## Caratteristiche
L'essudato si presenta come un liquido ricchissimo di muco e cellule in stato di sfaldamento, filante e vischioso, oltre che tendente alla trasformazione in altri tipi di essudato. Proprio per queste caratteristiche il problema principale che provoca l'essudato sieroso è un'eventuale ostruzione di organi cavi.
La flogosi catarrale si può riscontrare in casi di:
- Riniti, faringiti, laringiti e bronchiti causate da virus, batteri o fumo.
- Enteriti catarrali: la colecisti si riempie di catarro, conseguentemente si ostruisce e pertanto la bile non viene più secreta correttamente. Si riscontra pertanto dolore, problemi all'emulsione dei grassi e steatorrea.
- Cistiti
- Uretriti
- Metriti

## Cause
Le cause sono principalmente di tre tipi:
- Virus (Influenza, Rhinovirus, Echovirus, Reovirus)
- Batteri (Haemophilus, Salmonella, Vibrioni)
- Sostanze tossiche o irritanti